# Ethmia alba
Ethmia alba is een vlinder uit de familie grasmineermotten (Elachistidae). De wetenschappelijke naam van deze soort is voor het eerst geldig gepubliceerd in 1949 door Amsel.
De soort komt voor in tropisch Afrika.